# Niimura Yasuhiko
Yasuhiko Niimura (sinh ngày 11 tháng 5 năm 1970) là một cầu thủ bóng đá người Nhật Bản.

## Sự nghiệp câu lạc bộ
Yasuhiko Niimura đã từng chơi cho JEF United Ichihara và Consadole Sapporo.